# Иън Гилън
Иън Гилън (на английски: Ian Gillan) е английски рок певец роден на 19 август 1945 г. в Лондон. През дългата си кариера на певец е бил вокалист на Дийп Пърпъл, Блек Сабат, Иън Гилън Бенд и Гилан.

## Биография
Неговата кариера започва още в групата Епизоуд Сикс (Epizode Six), като след няколкогодишно участие в нея преминава в Дийп Пърпъл, където замества напусналия Род Еванс. Иън Гилън е първият певец в смятаната за най-успешна рок опера Исус Христос суперзвезда, написана от Андрю Лойд Уебър през 1972. След като напуска Дийп Пърпъл, той и няколко близки приятели създават следващата група на която е вокал, а именно „Иън Гилън Бенд“, с която има доста албуми, хитове и първи места в музикалните класации. Той се завръща в „Дийп Пърпъл“ и е именно един от хората, дали идеята групата да се събере отново през 1984. Той я напуска пак през 1990 и е заменен от Джо Лин Търнър, който преди това е пял в Рейнбоу, но феновете искат Гилън зад микрофона и така той се завръща през 1992. През кариерата си на вокалист на Пърпъл той изпява някои от вечните рок песни като: „Child in time“, „Smoke on the water“, „Fireball“, „Black night“, „Anya“, „When a blind man cries“.
За кратко време е бил вокалист и на Блек Сабат. Там той заема мястото на основен вокал. Със същата група има един издаден албум и няколко хита. Има и няколко дуета с Тони Мартин – също екс-вокал на Блек Сабат – Лучано Павароти и редица други изпълнители. Той посещава България 3 пъти с групата Дийп Пърпъл и 1 път с групата „Иън Гилън Бенд“.

## Дискография

### С Deep Purple

#### Студийни албуми
- Deep Purple in Rock (1970)
- Fireball (1971)
- Machine Head (1972)
- Who Do We Think We Are (1973)
- Perfect Strangers (1984)
- The House of Blue Light (1987)
- The Battle Rages On (1993)
- Purpendicular (1996)
- Abandon (1998)
- Bananas (2003)
- Rapture of the Deep (2005)
- Now What?! (2013)
- Infinite  (2017)

#### Концертни албуми
- Concerto for Group and Orchestra (1969)
- Made in Japan (1972)
- Deep Purple in Concert – BBC Radio sessions 1970/1972 (1980)
- Scandinavian Nights – Live in Stockholm 1970 (1988)
- Nobody's Perfect (1988)
- In the Absence of Pink – Knebworth '85 (1991)
- Gemini Suite Live '70 (1993)
- Come Hell or High Water (1994)
- Live at the Olympia '96 (1997)
- Total Abandon: Live in Australia (1999)
- Live at the Royal Albert Hall – Concerto's 30th Anniversary (2000)
- Live at the Rotterdam Ahoy (2001)
- Live in Europe 1993 (2006)
- They All Came Down to Montreux (2007)

### С Ian Gillan Band
- Child in Time (1976)
- Clear Air Turbulence (1977)
- Scarabus (1977)
- Live at the Budokan (1978)

### С Gillan
- Gillan (aka The Japanese Album) (1978)
- Mr. Universe #11 (UK) (1979)
- Glory Road #3 (UK) (1980)
- Future Shock #2 (UK) (1980)
- Double Trouble (концертен) #12 (UK) (1981)
- Magic #17 (UK) (1982)

### С Black Sabbath
- Born Again (1983)

### С Gillan & Glover
- Accidentally on Purpose (1988)

### As Garth Rockett & the Moonshiners
- Garth Rockett & The Moonshiners Live at the Ritz (1990)

### Соло
- Naked Thunder (1990)
- Toolbox (1991)
- Cherkazoo and Other Stories ('73/'75 solo sessions) (1992)
- Dreamcatcher (1997)
- Gillan's Inn (2006)
- Gillan's Inn-Deluxe Tour Edition (2007)
- Live in Anaheim, live at the House Of Blues Club, California, 2006 (2008)
- One Eye to Morocco (2009)

### С The Javelins
- Sole Agency and Representation (1994)

### С Tony Iommi & Friends
- Ian Gillan & Tony Iommi: WhoCares (2012)

### Други
- Jesus Christ Superstar (1970)